# Olindo Koolman
Olindo Koolman (Oranjestad, 15 april 1942) was de tweede gouverneur van Aruba. Van januari 1992 tot mei 2004 vervulde hij twee ambtstermijnen als gouverneur.

## Loopbaan
Als jonge medewerker bij de belastingdienst studeerde hij in zijn vrije tijd rechten aan de Universiteit van de Nederlandse Antillen, specialisatie staatsrecht. Hierna werkte hij op het departement Staatkundige Structuur Eilanden en was lid van diverse commissies betrokken bij de voorbereidingen van de nieuwe status van Aruba. Van 1987 tot 1992 was Koolman inspecteur van Invoerrechten en Accijnzen.
De benoeming van Koolman tot gouverneur vond plaats op voordracht van het Kabinet-Oduber I. Omdat hij zich nooit met de Arubaanse politiek had ingelaten was zijn kandidatuur onomstreden. Hij werd benoemd bij Koninklijk Besluit met ingang van 29 januari 1992. Vervolgens werd hij per 29 januari 1998 herbenoemd voor een tweede termijn.
In 1999 achtte Koolman, als vertegenwoordiger van de koninkrijksregering, OLA-leider Glenbert Croes, niet ministeriabel vanwege het belang van goed bestuur. Gezien de hierdoor ontstane spanning tussen Nederland en Aruba werd de zaak aan de rijksministerraad, en later aan de Raad van State voorgelegd. Reeds eerder in 1988 had Koolman de benoeming van Glenbert Croes geweigerd omdat hij onderwerp was van een strafrechtelijk onderzoek. Zijn broer, Junior Croes, werd toen tijdelijk benoemd tot minister van vervoer en communicatie in het kabinet Henny Eman III.
Na het neerleggen van zijn ambt heeft Koolman functies bekleed in de raad van commissarissen van enkele financiële instellingen.
 Hij is gehuwd en heeft twee zoons.